# Ulf (Our)
Die Ulf ist ein knapp 18 km langer Bach in den belgischen Ardennen. Sie ist ein rechter Zufluss der Our in der Provinz Lüttich.

## Geographie
Die Ulf entspringt 490 m über dem Meer im Osten der Gemeinde Gouvy, zwei Kilometer südlich von Aldringen, westlich der flachen Kuppe des Heckenberges (506 m) und erreicht nach etwa 250 m die Grenze der Gemeinde Burg-Reuland, durch die sie bis zu ihrer Mündung in die Our fließt, 350 m über dem Meer beim Ortsteil Weweler. Sie ist knapp 18 km lang und entwässert etwa drei Viertel des Gemeindegebietes. Ihr größter Zufluss, der Thommer Bach, ist länger als ihr eigener Oberlauf. Beim Zusammenfluss ist ihr Tal schon tief eingeschnitten. Danach passiert sie noch die Ortsteile Oudler und Reuland (mit der Burg Reuland).

## Thommer Bach

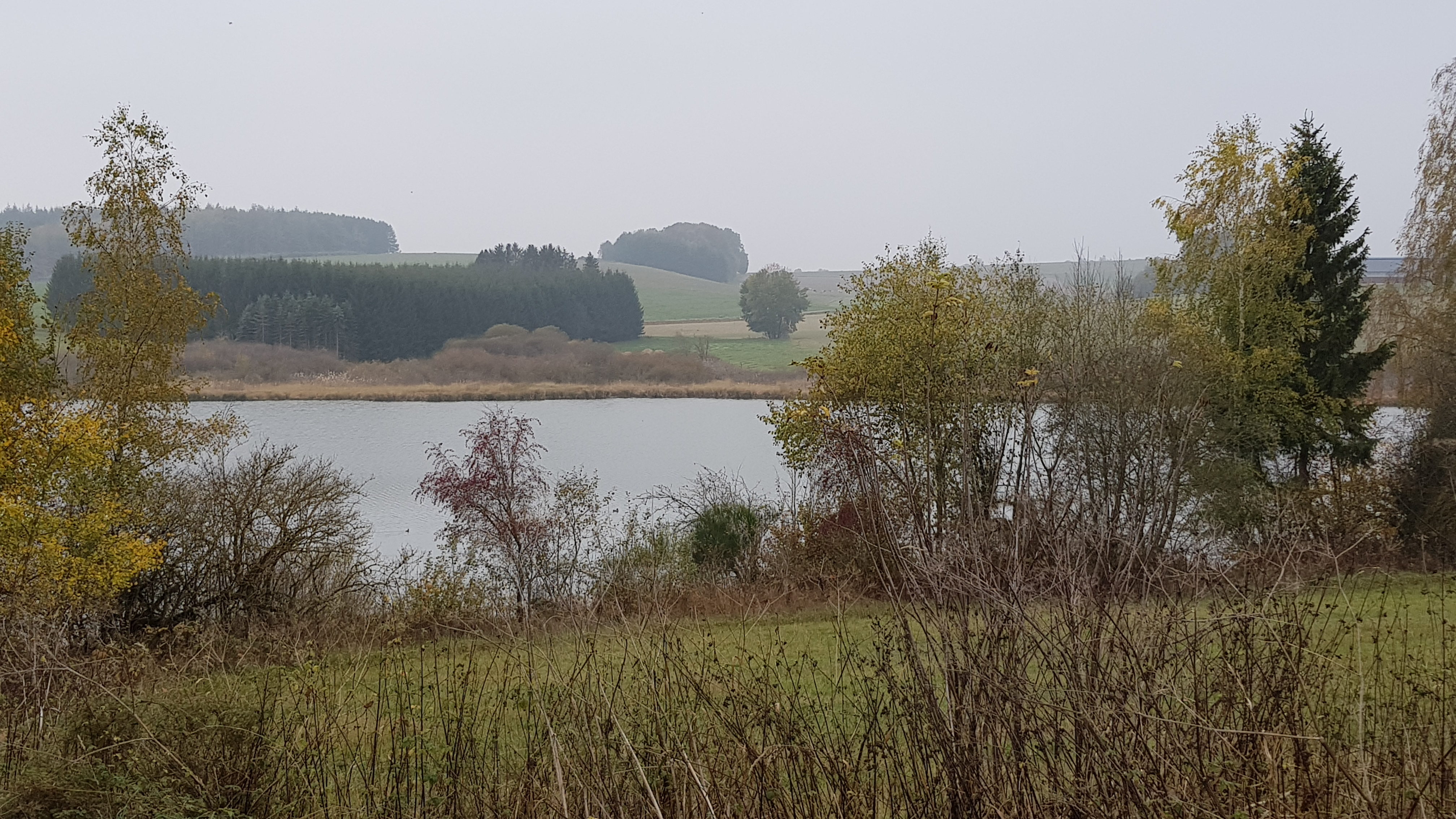
Thommer Weiher

Der Thommer Bach entspringt bei Aldringen und wird im Oberlauf Hohlbrunnenbach genannt. 
Er fließt in westlicher Richtung zum Kulturdenkmal Thommer Weiher und an der Thommer Mühle und am Ort Thommen vorbei weiter in südlicher Richtung.
Er mündet bei der ehemaligen Espeler Mühle von links in die Ulf. Die Länge beträgt 4,5 km.